# حركات انعكاسية

^{رسم توضيحي} يبين عمل الجهاز العصبي عند _{الحركة الانعكاسية}

الحركات الانعكاسية: هي حركات ناتجة إثر تهييج أعضاء الحس حيت يقوم الإنسان أوالحيوان بسلوكيات لا إرادية غريزية تدعى الحركات الانعكاسية كل هذه الحركات الانعكاسية تسمى انعكاسا شوكيا وهي رد فعل لا إرادي وفوري يكون متوقعا من طرف الآخرين، وينتج عن تهيج أحد أعضاء الحس.

## الأعضاء المتدخلة
تتدخل في الحركات الانعكاسية مجموعة من الأعضاء منها النخاع الشوكي، فهو ضروري في الانعكاس، لأنه يعتبر (1) المسؤول عن الحركات الانعكاسية والجلد ضروري في الحركة الانعكاسية حيث أن الجلد هو مستقبل حسي تولد على مستواه السيالة العصبية الحسية والعصب الوركي
فهو يلعب دورا مهما في الحركة الانعكاسية، لأنه يلعب دور موصل للسيال العصبي.
يقوم العصب الوركي بدور مزدوج (2) (3) ولذلك نقول أنه عصب مختلط.

## الهوامش
- «1» مركز عصبي: وهو النخاع الشوكي وهو يحول السيالة العصبية الحسية إلى سيالة عصبية حركية.
- «2» موصل حسي: وهو عصب ينقل السيالة العصبية الحسية من المستقبل إلى المركز العصبي.
- «3» موصل حركي: وهو عصب ينقل السيالة العصبية الحركية من المركز إلى المستجيب (العضلات).